# St. Lucia (Flemmingen)

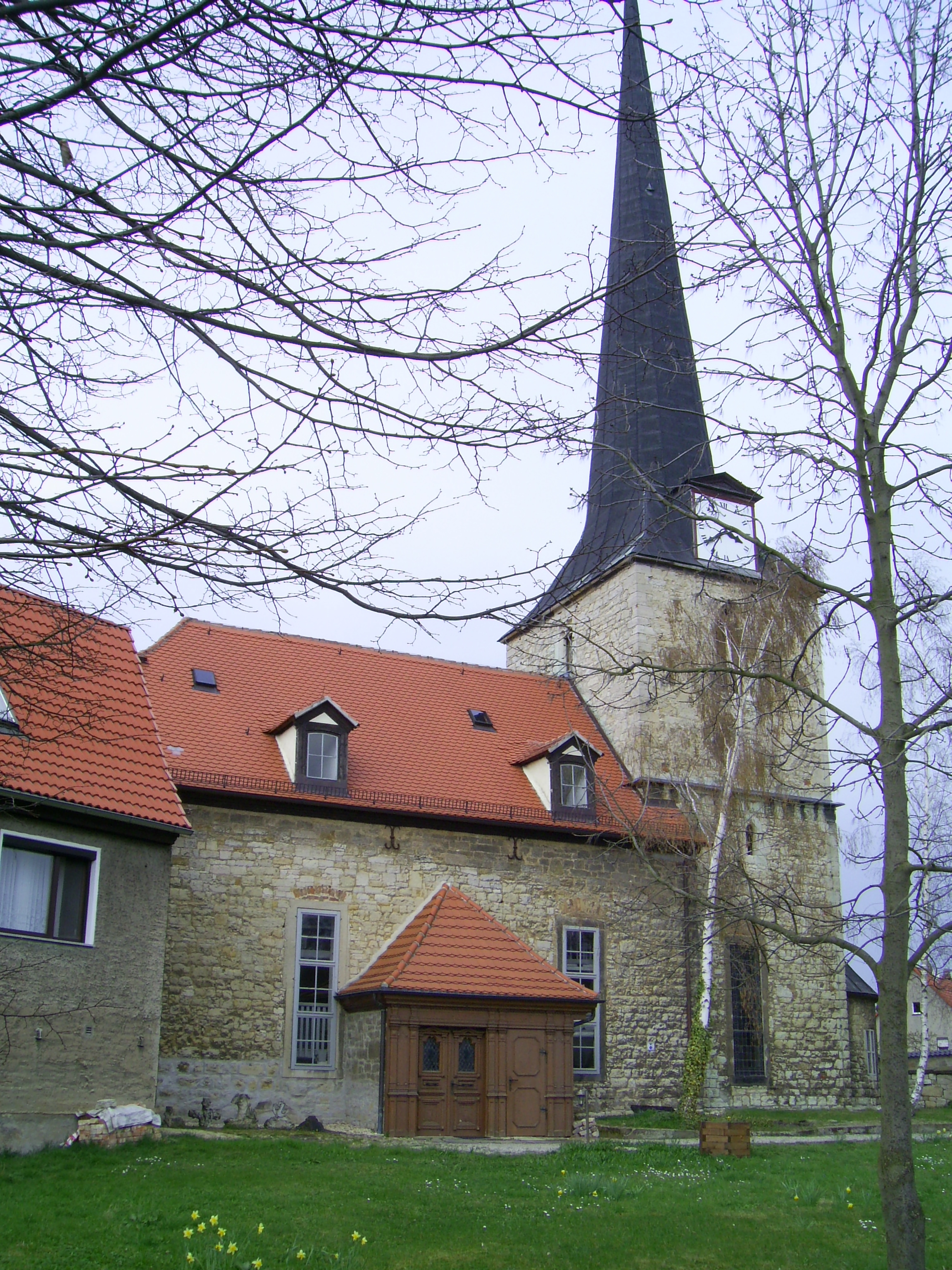
St. Lucia in Flemmingen

Die evangelische Dorfkirche St. Lucia befindet sich Flemmingen, einem Ortsteil der Stadt Naumburg im Burgenlandkreis in Sachsen-Anhalt. Sie steht unter Denkmalschutz und ist mit der Erfassungsnummer 094 82891 im Denkmalverzeichnis des Landes registriert.

## Beschreibung

### Gebäude
Die im Kern romanische Chorturmkirche mit ihrer halbkreisförmigen Apsis stammt aus dem dritten Viertel des 12. Jahrhunderts. Im mittleren Geschoss des Turms befindet sich ein Kielbogenschlitz, im Glockengeschoss sind große Maßwerkfenster verbaut. Diese sind inschriftlich auf das Jahr 1508 datiert. Der schlanke, hohe Helm des Turms stammt aus den Jahren 1510 bis 1511. Das auf das Jahr 1508 datierte Schiff ist spätgotisch erhöht. Im 18. Jahrhundert wurden die hochrechteckigen, barocken Fenster ins Schiff eingebrochen. Zum Teil sind die vermauerten romanischen Fenster noch zu erkennen. An der Südseite der Kirche befindet sich ein einstufiges Säulenportal. In dessen Tympanon sind ein Palmettendekor sowie Würfelkapitelle zu sehen.

### Innenraum und Ausstattung
Mehrfach restaurierte Wandgemälde sind an den Ostseiten im Innenraum zu sehen. Bedeutende Reste werden auf die Zeit um 1200 datiert. In der Apsis ist Christus in der Mandorla, umgeben von Engeln, zu sehen. Darunter, seitlich und über dem Apsisbogen befinden sich Heilige, noch zu erkennen ist Johannes der Täufer. An der Chorsüdwand sind Szenen aus dem Leben des Heiligen Sebastian zu sehen. Die Bildfelder sind durch Palmettenfriese gegliedert.
Die Orgel ist ein Werk von Carl Winter aus dem Jahr 1852 und wurde im Jahr 2015 restauriert.

## Sonstiges
Die Bronzeglocke der Kirche wird auf das frühe 14. Jahrhundert datiert.